# Petra Hamm
Petra Hamm ist eine ehemalige deutsche Fußballspielerin des TSV Siegen.

## Karriere
Hamm gehörte dem TSV Siegen als Mittelfeldspielerin an, mit dem sie mit einer Netto-Spielzeit von insgesamt 96 Minuten einmal die Deutsche Meisterschaft und dreimal den DFB-Pokal gewann.
In allen Finalspielen kam sie dabei als Einwechselspielerin zum Einsatz. Ihren ersten Titel gewann sie nach einem 20-minütigen Einsatz am 3. Mai 1986 im Berliner Olympiastadion – als Vorspiel zum Männerfinale – im Finale um den DFB-Pokal, als sie für Ingrid Göbel in der 70. Minute eingewechselt worden war. Das Spiel gegen die SSG 09 Bergisch Gladbach wurde mit 2:0 gewonnen.
Das Jahr 1987 bescherte ihr das Double; zunächst bestritt sie mit ihrem Verein das am 20. Juni ebenfalls im Berliner Olympiastadion mit 5:2 gegen den STV Lövenich gewonnene Pokalfinale, dann, acht Tage später, das im Siegener Leimbachstadion mit 2:1 gegen den FSV Frankfurt gewonnene Finale um die Deutsche Meisterschaft. Im erstgenannten Spiel wurde sie in der 63. Minute für Iris Hennecke, im letztgenannten Spiel in der 57. Minute für Andrea Haberlaß eingewechselt.
Bei ihrem dritten Pokalerfolg, der am 28. Mai 1988 erneut im Berliner Olympiastadion errungen wurde, wobei der FC Bayern München mit 4:0 bezwungen werden konnte, kam sie für Melitta Thomas in der 74. Minute zum Einsatz. 

## Erfolge
- Deutscher Meister 1987
- DFB-Pokal-Sieger 1986, 1987, 1988